# Suevia Films
Suevia Films va ser una societat productora i distribuïdora cinematogràfica espanyola, dirigida i propietat de Cesáreo González Rodríguez. Va ser l'empresa més prolífica de la producció al cinema espanyol durant el franquisme, després de la caiguda de Cifesa.
Va ser fundada en 1940 per l'empresari Cesáreo González Rodríguez al costat del seu germà Arturo González i va arribar a ser una de les majors productores espanyoles dels anys cinquanta i seixanta del segle XX a Espanya. La seva primera pel·lícula va ser Polizón a bordo, que va constituir una gran èxit de públic. Entre 1941 i 1967 va arribar a produir més de 130 pel·lícules, la qual cosa suposa una mitjana de cinc pel·lícules cada any.
En la dècada de 1950 va arribar la seva eclosió, amb la creació d'un sistema de grans estrelles propi, basat en el fitxatge en exclusiva d'actrius molt populars com Lola Flores (a qui va contractar en 1951 per a cinc pel·lícules i per les que "La Faraona" va rebre sis milions de pessetes), Sara Montiel, Carmen Sevilla, Paquita Rico (a la qual va contractar en 1953), Marisol o el cantant Joselito, acompanyat d'espectaculars estrenes abrigallades amb les seves figures estel·lars. Així mateix, l'empresa va consolidar una política de coproduccions que li va obrir el mercat llatinoamericà.
Suevia Films va produir diverses pel·lícules destacades de la història del cinema espanyol, com La calle sin sol de Rafael Gil (1948) o Muerte de un ciclista (1955) de Juan Antonio Bardem, a més de la seva abundant producció de consum més efímer. Cesáreo González va morir en 1968 i en els anys vuitanta la societat va abandonar definitivament la producció cinematogràfica.
En 1999 es va constituir una nova Suevia Films dedicada a la producció i distribució videogràfica, sense vinculació amb l'antiga productora de Cesáreo González.

## Pel·lícules produïdes
- Polizón a bordo (1940)
- El abanderado (1943)
- El rey de las finanzas (1944)
- Bambú (1945)
- El crimen de Pepe Conde (1946)
- La pródiga (1946)
- Mar abierto (1946)
- La nao Capitana (1947)
- La dama del armiño (1947)
- La fe (1947)
- Reina santa (1947)
- La calle sin sol (1948)
- ¡Olé torero! (1948)
- Mare Nostrum (1948)
- Botón de ancla (1948)
- Una mujer cualquiera (1949)
- Yo no soy la Mata Hari (1950)
- Teatro Apolo (1950)
- La Señora de Fátima (1951)
- La niña de la venta (1951)
- Maldición gitana (1953)
- Gitana tenías que ser (1953)
- El seductor de Granada (1953)
- ¡Ay, pena, penita, pena! (1953)
- El pórtico de la gloria (1953)
- La alegre caravana (1953)
- Nadie lo sabrá (1953)
- ¡Che, qué loco! (1953)
- Siempre Carmen (1953)
- Camelia (1953)
- La bella Otero (1954)
- Morena Clara (1954)
- Los peces rojos (1955)
- La otra vida del capitán Contreras (1955)
- Muerte de un ciclista (1955)
- Historias de la radio (1955).
- La Faraona (1955).
- Limosna de amores (1955).
- Fedra (1956).
- Faustina (1956).
- Calle Mayor (1956)
- El pequeño ruiseñor (1956)
- La guerra empieza en Cuba (1957)
- El ruiseñor de las cumbres (1958)
- Échame la culpa (1959)
- La venganza (1959)
- Saeta del ruiseñor (1959)
- Carmen la de Ronda (1959)
- Escucha mi canción (1959)
- Aventuras de Joselito y Pulgarcito (1960)
- Mi último tango (1960)
- El indulto (1961)
- Ha llegado un ángel (1961)
- El balcón de la luna (1962)
- Tierra de todos (1962)
- El caballo blanco (1962)
- La reina del Chantecler (1963)
- Chantaje a un torero (1963)
- La verbena de la Paloma (1963)
- La nueva vida de Pedrito Andía (1965)
- Los pianos mecánicos (1965)
- Amor en el aire (1967)
- Del amor y otras soledades (1969)
- ¡Vivan los novios! (1970)